# Molmbekerzwam
De molmbekerzwam (Peziza micropus) is een schimmel die saprotroof leeft in loof- en naaldbos en in parken. Hij groeit in loofbossen en rijke zandgronden. Deze Europese schimmel komt voor op rottend hout, maar ook steviger hout, vooral op beuken en iepen. Hij groeit in het voorjaar en ook in het najaar.

## Kenmerken

### Uiterlijke kenmerken
De molmbekerzwam heeft vormt kom- tot platte kelkvormige apothecia, die op oudere leeftijd meestal vlakker worden. De bekers hebben een korte, centrale steel en bereiken een breedte van 4 tot 12 cm. De bekerrand is golvend gebogen en gekerfd. Het hymenium is licht tot donker okerbruin, de buitenkant is altijd bleker en fijn geklonterd. De consistentie van het vruchtlichaam is broos. De geur is kruidig en doet denken aan de voorjaarskluifzwam. De sporenprint is wit.

### Microscopische kenmerken
De sporen zijn glad, hyaliene, elliptisch en 14–16 × 8,5–10 μm groot. De asci zijn cilindrisch en meten 220-270 × 12-14 µm. De parafysen zijn draadachtig, soms plots opgezwollen. In het midden van de trama bevindt zich een fijne laag hyfen die de trama in tweeën deelt.

### Onderzoek
Moleculair onderzoek heeft uitgewezen dat verschillen tussen Peziza cerea, P. varia, P. micropus en P. repanda qua morfologische verschillen niet zijn te correleren met genetische analyse waardoor sommige bronnen deze als één soort opvatten die de naam de grote houtbekerzwam (Peziza varia) moet dragen (Hansen et al., 2002). Op de Verspreidingsatlas worden deze soorten nog wel als apart soorten opgevat in afwachting van nadere onderzoeksresultaten.

## Verspreiding
De molmbekerzwam is niet ongewoon in Midden-Europa. In Nederland komt hij vrij algemeen voor. Hij staat niet op de rode lijst en is niet bedreigd.